# Stefan Löfven
Kjell Stefan Löfven, švedski politik, 21. julij 1957, Hägersten.
Leta 2014 je bil izvoljen za predsednika vlade Kraljevine Švedske. 21. junija 2021 mu je bila v parlamentu izglasovana nezaupnica, a je bil v juliju znova potrjen za premierja. Čez nekaj mesecev, 10. novembra 2021, je odstopil. Nasledila ga je strankarska kolegica Magdalena Andersson.